# چرنوشیتسه
چرنوشیتسه (به لاتین: Černošice) یک شهرک در جمهوری چک است که در منطقه بوهمی مرکزی واقع شده‌است.

## خصوصیات
چرنوشیتسه ۶٬۳۷۹ نفر جمعیت دارد.